# Gros denté rose
Dentex gibbosus
Espèce
Statut de conservation UICN

 LC  : Préoccupation mineure
Le gros denté rose (Dentex gibbosus) est une espèce de poissons marins de la famille des sparidés.

## Noms vernaculaires
Dentex gibbosus est également appelé denté à long fil et denté bossu. Il est appelé pink dentex en Anglais et sama de Pluma en Espagnol.

## Morphologie
Corps ovale, plus ou moins allongé, comprimé. Profil de la tête régulièrement convexe chez les jeunes, les plus grands individus à forte gibbosité frontale ; diamètre de l'œil sensiblement égal à la hauteur de l'espace sous-orbitaire ; joues écailleuses ; bouche basse, peu inclinée ; mâchoires subégales ; plusieurs rangées de dents caniniformes, la rangée externe beaucoup plus forte avec les 4 à 6 dents antérieures plus développées à chaque mâchoire ; 8 à 10 branchiospines inférieures, 6 à 8 supérieures sur le premier arc branchial. Nageoire dorsale à 12 épines et 10 ou 11 rayons mous; les deux premières épines très courtes, les suivantes très longues et filamenteuses chez les jeunes et de longueur décroissante à partir de la troisième; anale à 3 épines et 7 à 9 rayons mous; premier rayon mou des pelviennes filamenteux. Écailles de la ligne latérale : 56 à 62.
Sa coloration est rougeâtre à reflets bleu argenté, avec un ventre plus clair et une tête plus foncée. Il a une petite tache noire en arrière de l'extrémité postérieure de la dorsale, une tache brun-noir à l'aisselle des pectorales, et une zone sombre à l'angle supérieur de l'opercule, une ou 2 rayures sombres sur la partie molle de la dorsale et une caudale rose lisérée de noir. Souvent, grands exemplaires à teinte rouge vineux tacheté de noir sur la tête chez les mâles, à teinte grise chez les femelles.
Sa taille commune est de 50 à 75 cm, et peut atteindre 106 cm. Son poids est de 15 kg.

## Habitat et biologie
Poissons démersaux sur fonds rocheux et sableux voisins des rochers, de 20 à 220 m, surtout de 40 à 130 m. Jeunes plus près des côtes, adultes plus au large, près du talus continental. Reproduction au printemps. Hermaphrodites protandriques (majorité de mâles jusqu'à la taille de 50 cm, puis majorité de femelles au-delà). Carnivores, se nourrissant de crustacés, poissons, et céphalopodes. On le trouve également dans l'Atlantique est, du Portugal à l'Angola.

## Pêche et utilisation
Pêche semi-industrielle (Sicile), artisanale et sportive. Engins : chaluts, filets maillants et palangres de fond, nasses, lignes à main et lignes de traîne.
Il est régulièrement présent sur les marchés de Palestine et d'Israël, sous le nom de farida, et occasionnellement en Sicile, Grèce et Maroc, rarement en Italie, Turquie et Égypte, est commercialisé frais et réfrigéré.

## Synonymes
- Cheimerius filosus    (Valenciennes, 1841)
- Dentex filosus    (Valenciennes, 1841)
- Dentex gibbosus    (Rafinesque, 1810)
- Sparus gibbosus    (Rafinesque, 1810)